# NGC 2724
NGC 2724 في الفهرس العام الجديد، هي مجرة، تقع في كوكبة الوشق. اكتشفت في 7 فبراير 1832 بواسطة جون هيرشل.

## روابط خارجية
- NGC 2724 على موقع ويكي سكاي: DSS2, SDSS, GALEX, IRAS, Hydrogen α, X-Ray, Astrophoto, Sky Map, Articles and images